# Super Tourenwagen Cup
O Super Tourenwagen Cup (STW), ou Campeonato Alemão de Superturismo foi um campeonato de carros de turismo sediado na Alemanha entre 1994 e 1999.
Esse campeonato foi criado quando a BMW e a Audi abandonaram a Deutsche Tourenwagen Meisterschaft (DTM) em 1992, depois que aquela competição adotou as regras da categoria Classe 1 de maior custo.
O STW utilizou as regras da  categoria Superturismo durante os seis anos de sua existência. Nos últimos anos de sua existência, 1998 e 1999, ele assumiu a denominação de "Super TourenWagen Meisterschaft" (STM).
O término dessa competição acabou sendo a ressurreição do Deutsche Tourenwagen Meisterschaft agora com novas regras e sob a denominação de Deutsche Tourenwagen Masters (mantendo a sigla "DTM") no ano 2000, quando as equipes abandonaram o STW pela nova competição. O STW foi sucedido pela sua versão de segundo nível, a Deutsche Tourenwagen Challenge, e mais tarde pela ADAC Procar Series.

## Lista completa de campeões
| ano  | campeão            | carro           | equipe                        |
| ---- | ------------------ | --------------- | ----------------------------- |
| 1994 | Johnny Cecotto     | BMW 318is       | BMW Motorsport                |
| 1995 | Joachim Winkelhock | BMW 320i        | Schnitzer Motorsport          |
| 1996 | Emanuele Pirro     | Audi A4 quattro | A.Z.K/R.O.C.                  |
| 1997 | Laurent Aïello     | Peugeot 406     | Peugeot Esso                  |
| 1998 | Johnny Cecotto     | BMW 320i        | BMW Motorsport Team Schnitzer |
| 1999 | Christian Abt      | Audi A4 quattro | Abt Sportsline                |